# هانس انوکسن
هانس انوکسن (انگلیسی: Hans Enoksen؛ زادهٔ ۷ اوت ۱۹۵۶) یک سیاست‌مدار اهل گرینلند است.